# Zainuddin Kassim
Awang Haji Zainuddin bin Haji Kassim – brunejski trener piłkarski.

## Kariera trenerska
W 2001 roku trenował narodową reprezentację Brunei. W 2013 prowadził reprezentację Brunei U-23. Poprzednio pracował z reprezentację Brunei U-19.